# Mein Haus in Umbrien
Mein Haus in Umbrien ist ein englisch-italienischer Fernsehfilm aus dem Jahr 2003 mit Maggie Smith in der Hauptrolle. Der Film basiert auf der gleichnamigen Erzählung von William Trevor. 

## Handlung
Die ältliche Trivialautorin Emily Delahunty lebt zurückgezogen auf ihrem idyllischen Landgut mitten in der Natur von Umbrien. Als sie sich eines Morgens in einen Zug setzt, um ihren üblichen Einkaufsausflug nach Mailand zu machen, kommt es in ihrem Abteil zu einer Bombenexplosion. Mrs Delahunty wacht daraufhin in einem Krankenhaus auf. Sie ist zwar nur leicht verletzt, erfährt aber, dass mehrere Personen, die sich in ihrem Abteil befanden, bei der Explosion gestorben und andere ebenfalls verletzt worden sind. Da alle anderen Überlebenden geliebte Menschen verloren haben und das Krankenhaus bald verlassen dürfen, entschließt sich Mrs Delahunty, sie in ihr Haus in Umbrien einzuladen, um sich dort von den körperlichen und seelischen Verletzungen zu kurieren. Unterdessen nimmt die italienische Polizei die Ermittlungen auf.
Zu den Gästen, die sich nun im Haus der Schriftstellerin einfinden, gehören ein alter britischer General, der seine Tochter verloren hat, Werner, ein junger Deutscher, dessen Freundin bei dem Anschlag starb, und die kleine Aimee, die beide Eltern verloren hat und nun traumatisiert und stumm ist. Das ausgeglichene Leben bei Mrs Delahunty bekommt den Rekonvaleszenten ausgesprochen gut. Aimee beginnt bald wieder zu sprechen und freundet sich mit Werner an, der gemeinsam mit dem General, als Dank für Mrs Delahuntys Gastfreundschaft, einen wilden Garten auf ihrem Grundstück kultiviert. Die Idylle wird gestört, als herauskommt, dass ein Onkel Aimees ausfindig gemacht wurde, der sie nun zu sich nach Amerika holen will.
Als Aimees Onkel Tom Riversmith in Umbrien eintrifft, zeigt sich schnell, dass der etwas steife, zurückhaltende und humorlose Ameisenforscher nicht in das Dolce Vita Mrs Delahuntys passt. Ihre Versuche, ihn aus der Reserve zu locken, werden strikt von ihm zurückgewiesen und rufen nur heimlichen Hohn hervor. Dennoch bleibt Riversmith einige Tage bei Mrs Delahunty und den anderen Gästen und unternimmt mit ihnen auch einen Ausflug nach Siena. Unterdessen taucht Inspektor Girotti von der Polizei mehrfach im Hause Mrs Delahuntys auf und beginnt Fragen über Werner zu stellen. Auch Mrs Delahunty schöpft allmählich Verdacht, nachdem sie eine Auseinandersetzung zwischen Werner und ein paar anderen Männern beobachtet hat, die dieser anschließend leugnet. Nachdem Werner von den Männern in ein Auto gezwungen wird und verschwindet, erkennt Mrs Delahunty in einem Traum, dass Werner für das Attentat verantwortlich ist. Sie sieht, wie er seine Freundin nur benutzte, um durch sie eine Bombe in ein Flugzeug mit wichtigen Leuten zu schleusen, die dann bereits im Zug explodierte.
Schließlich kommt der Tag, an dem Tom Riversmith seine Nichte mit nach Amerika nehmen will. Mrs Delahunty versucht ihn davon zu überzeugen, dass es das Beste für Aimee wäre, wenn sie hier bliebe, da Riversmith und seine Frau keinerlei Erfahrung mit Kindern haben und durch ihre Berufe auch nicht viel Zeit für das Mädchen aufbringen könnten. Riversmith fährt mit Aimee zum Flughafen, entschließt sich aber letztendlich doch, sie vorläufig in Italien bei Mrs Delahunty zu lassen und alleine in die Vereinigten Staaten zurückzufliegen.

## Drehorte
Der Film wurde in den Cinecittà Studios in Rom sowie an Schauplätzen im Latium, in Siena und anderen Orten in der Toskana gedreht. 

## Auszeichnungen
Mein Haus in Umbrien wurde für zahlreiche Filmpreise nominiert, darunter zwei Golden Globes, einen DGA Award und drei Golden Satellite Awards. Der Film gewann am Ende drei Trophäen: 
- Primetime Emmy Award für Maggie Smith (2003)
- PGA Award für die Produzenten Frank Doelger, Robert Allan Ackerman, Ann Wingate (2004)
- Young Artist Award für Emmy Clarke (2004)